# 威廉·丹尼士·巴特希爾
威廉‧丹尼士‧巴特希爾爵士（英語： KCMG；1896年6月29日—1959年8月11日），英國軍官、行政官員，1937至1939年間任巴勒斯坦託管地布政司，1939至1941年間任塞浦路斯總督，1945至1949年間任坦噶尼喀總督。

## 生平
巴特希爾生於英國，1908至1918年間曾在英屬印度及美索不達米亞服役。一戰結束後，他於1920至1928年間擔任英屬錫蘭助理輔政司及立法局官員，1929至1935年間擔任牙買加助理輔政司，1935至1937年間擔任英屬塞浦路斯輔政司。
1937年，巴特希爾獲委任為巴勒斯坦託管地布政司，即託管地政府中級別僅次於高級專員的職位，同年4月29日赴任。時任巴勒斯坦託管地高級專員阿瑟·格倫菲爾·沃科普被認為是對猶太社群及錫安主義運動最為同情的一任高級專員。巴特希爾的任期始於1936年阿拉伯人大暴動的高峰期。與之前的1921年雅法騷亂及1929年阿拉伯人暴動不同，阿拉伯人此次為武裝叛亂，不僅針對猶太人，還針對託管地政府。因此，託管地政府一改此前對阿拉伯人的縱容態度，決定對阿拉伯暴徒採取堅決措施，並由巴特希爾負責執行該項決策。巴特希爾簽署了針對阿拉伯高等委員會成員的監禁令以及解散該委員會的命令。一些阿拉伯暴亂首領被驅逐至塞舌爾，而阿明·侯賽尼等則畏罪潛逃。巴特希爾於1939年卸任布政司，隨即獲委任為塞浦路斯總督暨三軍總司令，後於1941年卸任。
在二戰最激烈的時期，巴特希爾返回英國，獲委任為理藩部助理大臣，後擔任副藩務大臣。1945年戰爭結束後，他獲委任為坦噶尼喀（今坦桑尼亞）總督暨三軍總司令。
在任期間，他沒收了德屬東非時期為德國定居者預留的土地，並將其分配予非洲本地人。他積極促進非洲人投票，並以非洲官員取代歐洲官員，以此提高非洲人在政府中的作用。巴特希爾還規定，非裔人士薪金不得低於從事同樣工作的歐裔及亞裔人士。
他於1949年因身體抱恙退休，在塞浦路斯安度晚年。
1950年代初，他曾受邀訪問法屬阿爾及利亞、法屬畿內亞及法屬印度支那。他說，法國對這些屬土的治理方式正在將它們「推入共產主義的懷抱」。他亦赴英屬塞拉利昂、百慕達、開曼群島及安圭拉作短暫訪問。他對這些地方的評價高於三法國屬土。他認為英國的非洲屬土「能夠而且應該獨立自治」，並希望它們獨立後能與英國建立友好的關係，同時警告稱，法國與三法國屬土人民的關係日漸疏遠，最終結果將會是他們「既與法國分離，又與法國關係緊張」。
巴特希爾於1959年逝世，享年63歲。